# Бертлінген
Бертлінген (нім. Börtlingen) — громада в Німеччині, знаходиться в землі Баден-Вюртемберг. Підпорядковується адміністративному округу Штутгарт. Входить до складу району Геппінген.
Площа — 8,26 км2. Населення становить 1686 ос. (станом на 31 грудня 2020).